# DeCODE Genetics

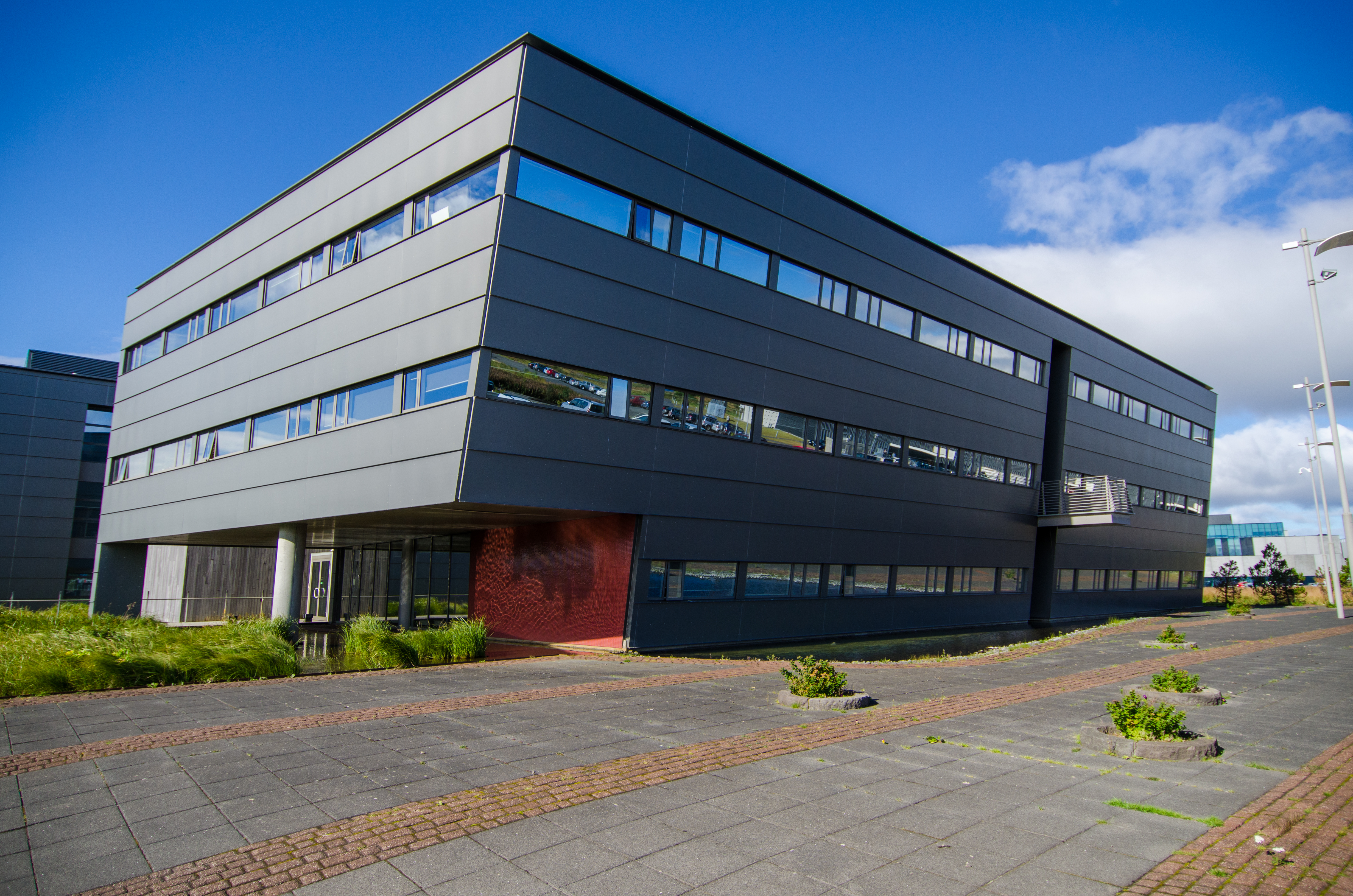

deCODE genetics (isländisch Íslensk erfðagreining) ist ein isländisches Unternehmen mit Sitz in Reykjavík.

## Unternehmen
Das Unternehmen wurde 1996 unter anderem von Kári Stefánsson gegründet, um mit populationsbasierten Studien Gene zu identifizieren, die Auswirkungen auf Volkskrankheiten haben.

## Geschäftsbereich
Das Unternehmen ist federführend bei der genetischen Untersuchung der Bevölkerung Islands anhand von Blut- und Gewebeproben, Familienstammbäumen und Krankenakten. Die Nutzungsrechte an den Ergebnissen erwarb im Februar 1998 Hoffmann-La Roche für 200 Mio. US-Dollar.
Im Dezember 1998 beschloss das isländische Parlament Althing die flächendeckende Erfassung und Speicherung sämtlicher Gesundheitsdaten der Bevölkerung durch dieses Unternehmen. Die gesetzliche Grundlage in Island ist der Act on Biobanks. Der höchste Gerichtshof Hæstiréttur entschied 2003, dass dieses Gesetz nicht verfassungskonform sei, da es die Privatsphäre Verstorbener nachträglich verletze, und dass die Verschlüsselung der Daten nicht ausreichend sei.
Im November 2009 gab das Unternehmen bekannt, Insolvenz gemäß Chapter 11 in den USA angemeldet zu haben und das Kerngeschäft an US-Investoren zu verkaufen.
Ein kompletter Scan kostete im September 2012 1.100 US-Dollar.
Im Dezember 2012 wurde deCODE Genetics für 415 Millionen US-Dollar von Amgen übernommen.

## Wettbewerber
Im Bereich der privaten Genanalyse sind die US-Unternehmen 23andMe und Navigenics Wettbewerber, wobei Navigenics mittlerweile an Life Technologies veräußert wurde.